# Bilan saison par saison de l'Avenir sportif Béziers
Cet article présente le bilan saison par saison de l'Avenir sportif Béziers depuis sa création en 2007. 

## Bilan saison par saison
| Saison  | Champ        | Cl  | Pts | J  | G  | N  | P  | Bp | Bc | Dif | CdF    | CdL     | TdC | CE | M. buteur        | B  | Entraîneur                           | Aff       |
| ------- | ------------ | --- | --- | -- | -- | -- | -- | -- | -- | --- | ------ | ------- | --- | -- | ---------------- | -- | ------------------------------------ | --------- |
| 2007-08 | CFA 2 Gr E   | 17e | 69  | 34 | 8  | 11 | 15 | 35 | 49 | -14 | 4etour |         |     |    |                  |    | Claude Calabuig puis Lionel Richard  |           |
| 2008-09 | DH Languedoc | 1er | 84  | 26 | 18 | 4  | 4  | 50 | 17 | 33  |        |         |     |    |                  |    | Lionel Richard puis Frédéric Rémola  |           |
| 2009-10 | CFA 2 Gr F   | 1er | 95  | 30 | 20 | 5  | 5  | 63 | 36 | 27  | 3etour |         |     |    |                  |    | Frédéric Rémola                      |           |
| 2010-11 | CFA Gr C     | 16e | 73  | 34 | 10 | 9  | 15 | 42 | 51 | -9  | 5etour |         |     |    |                  |    | Frédéric Rémola puis Stéphane Crucet |           |
| 2011-12 | CFA Gr C     | 15e | 74  | 34 | 10 | 10 | 14 | 39 | 50 | -11 | 6etour |         |     |    |                  |    | Xavier Collin                        |           |
| 2012-13 | CFA Gr C     | 9e  | 80  | 34 | 12 | 10 | 12 | 37 | 37 | 0   | 6etour |         |     |    |                  |    | Xavier Collin                        |           |
| 2013-14 | CFA Gr C     | 9e  | 63  | 28 | 7  | 14 | 7  | 35 | 32 | 3   | 8etour |         |     |    |                  |    | Xavier Collin                        |           |
| 2014-15 | CFA Gr C     | 1er | 90  | 30 | 19 | 3  | 8  | 45 | 24 | 21  | 6etour |         |     |    |                  |    | Xavier Collin                        |           |
| 2015-16 | National     | 10e | 44  | 34 | 11 | 11 | 12 | 35 | 38 | -3  | 8etour |         |     |    |                  |    | Xavier Collin puis Mathieu Chabert   |           |
| 2016-17 | National     | 8e  | 50  | 34 | 14 | 8  | 12 | 44 | 41 | 3   | 7etour |         |     |    |                  |    | Mathieu Chabert                      |           |
| 2017-18 | National     | 2e  | 52  | 32 | 13 | 13 | 6  | 41 | 29 | 12  | 5etour |         |     |    |                  |    | Mathieu Chabert                      |           |
| 2018-19 | Ligue 2      | 19e | 38  | 38 | 9  | 11 | 18 | 33 | 50 | -17 | 7etour | 1ertour |     |    | Aboubakary Kanté | 10 | Mathieu Chabert                      | +002 788, |
| 2019-20 | National     |     |     |    |    |    |    |    |    |     | 6etour | 2etour  |     |    |                  |    | Mathieu Chabert                      |           |

- Les informations en italique concerne le tour d'entrée du club dans la compétition.

## Bilan des participations
Le tableau ci-dessous récapitule tous les matches officiels disputés par le club dans les différentes compétitions nationales à l’issue de la saison 2018-2019 :
|             | Division 1 | Division 2 | Division 3 | Division 4 | Division 5 | Division 6         |
| 2007-2008   |            |            |            |            | CFA 2      |                    |
| 2008-2009   |            |            |            |            |            | Division d'Honneur |
| 2009-2010   |            |            |            |            | CFA 2      |                    |
| 2010-2015   |            |            |            | CFA        |            |                    |
| 2015-2018   |            |            | National   |            |            |                    |
| Depuis 2018 |            | Ligue 2    |            |            |            |                    |

| - Championnat national professionnel - Championnat national professionnel et amateur |  | - Championnat national amateur - Championnat régional amateur |